# 中村溫姬
中村溫姬（6月15日—）是日本的女性聲優，埼玉縣出身。隸屬於EARLY WING。

## 人物
有著棒球知識檢定6級的資格。是讀賣巨人的球迷。

## 演出作品
※粗體字為主要角色。

### 電視動畫
2013年
- 白熊咖啡廳（山嵐粉絲俱樂部）

2016年
- 三者三葉（女子F）

2019年
- B-PROJECT～絕頂*Emotion～（女子高生）

2025年
- 來到棒球場捕捉我吧！（清水螢[4]）

### 遊戲
2011年
- 魔界戰記4（時空渡人）

2013年
- 偶像大師 百萬人演唱會！（ROCO〈伴田路子〉[5]）

2015年
- Diss World（不知火[6]、雅拉迪亞）
- 魔壞神兆利翁（看板娘）
- 競速女孩 （浪花輝子、弁邊華爾特勞特）
- 輝星的反叛（小紅帽、宇迦之御魂神）
- 創作愛麗絲與王子大人！
- 閃亂神樂 ESTIVAL VERSUS -少女們的選澤-

2016年
- 競速女孩（田井蕾露）
- 魔女異聞錄：伊絲塔利亞傳說（琪爾妮絲、希亞娜）
- 我家公主最可愛（折原蝶蝶）
- 白貓Project（伊爾瑪）
- UPPERS

2017年
- 輝星的反叛（山本八重）
- 偶像大師 百萬人演唱會！劇場時光（ROCO〈伴田路子〉）

### 廣播劇CD
- 偶像大師 百萬人演唱會！ 系列（ROCO〈伴田路子〉）

### 影像商品
- THE IDOLM@STER MILLION LIVE! 3rdLIVE TOUR BELIEVE MY DRE@M!! LIVE Blue-ray 05@FUKUOKA（2017年）[7]
- THE IDOLM@STER MILLION LIVE! 4thLIVE TH@NK YOU for SMILE! LIVE Blu-ray（2018年）[8]

### 其他
- 我們的夏Fes 2013!AT-X 聲優綜藝祭 Fresh夏Fes隊[9]

## 音樂CD

### 角色歌
| 發售日   | 商品名稱                                                        | 演唱名義                                                                               | 歌曲                       | 備註                                            |
| 2013年   | 2013年                                                          | 2013年                                                                                 | 2013年                     | 2013年                                          |
| -------- | --------------------------------------------------------------- | -------------------------------------------------------------------------------------- | -------------------------- | ----------------------------------------------- |
| 4月24日  | THE IDOLM@STER LIVE THE@TER PERFORMANCE 01 Thank You!           | 765 MILLIONSTARS                                                                       | 「Thank You!」             | 遊戲《偶像大師 百萬人演唱會！》主題曲           |
| 4月24日  | THE IDOLM@STER LIVE THE@TER PERFORMANCE 01 Thank You!           | 765THEATER ALLSTARS                                                                    | 「Thank You!」             | 遊戲《偶像大師 百萬人演唱會！》主題曲           |
| 2014年   |                                                                 |                                                                                        |                            |                                                 |
| 3月26日  | THE IDOLM@STER LIVE THE@TER PERFORMANCE 12                      | 露可（中村溫姬）                                                                       | 「IMPRESSION→LOCOMOTION!」 | 遊戲《偶像大師 百萬人演唱會！》相關歌曲         |
| 3月26日  | THE IDOLM@STER LIVE THE@TER PERFORMANCE 12                      | 萩原雪步（淺倉杏美）、周防桃子（渡部惠子）、二階堂千鶴（野村香菜子）、露可（中村溫姬） | 「」                       | 遊戲《偶像大師 百萬人演唱會！》相關歌曲         |
| 2017年   |                                                                 |                                                                                        |                            |                                                 |
| 3月10日  | THE IDOLM@STER LIVE THE@TER SOLO COLLECTION 04 Sunshine Theater | 露可（中村溫姬）                                                                       | 「STANDING ALIVE」         | 遊戲《偶像大師 百萬人演唱會！》相關歌曲         |
| 7月26日  | THE IDOLM@STER MILLION THE@TER GENERATION 01 Brand New Theater! | 765 MILLION ALLSTARS                                                                   | 「Brand New Theater!」     | 遊戲《偶像大師 百萬人演唱會！劇場時光》主題曲   |
| 7月26日  | THE IDOLM@STER MILLION THE@TER GENERATION 01 Brand New Theater! | 765 MILLION ALLSTARS                                                                   | 「Dreaming!」              | 遊戲《偶像大師 百萬人演唱會！劇場時光》相關歌曲 |
| 11月22日 | THE IDOLM@STER MILLION THE@TER GENERATION 02                    | Fairy Stars                                                                            | 「Brand New Theater!」     | 遊戲《偶像大師 百萬人演唱會！劇場時光》相關歌曲 |
| 12月6日  | THE IDOLM@STER MILLION LIVE! M@STER SPARKLE 04                  | 露可（中村溫姬）                                                                       | 「ART NEEDS HEART BEATS」  | 遊戲《偶像大師 百萬人演唱會！劇場時光》相關歌曲 |
| 2018年   |                                                                 |                                                                                        |                            |                                                 |
| 4月4日   | THE IDOLM@STER MILLION LIVE! M@STER SPARKLE 08                  | 765 MILLION ALLSTARS                                                                   | 「Brand New Theater!」     | 遊戲《偶像大師 百萬人演唱會！劇場時光》相關歌曲 |
| 6月2日   | THE IDOLM@STER LIVE THE@TER SOLO COLLECTION 06                  | 露可（中村溫姬）                                                                       | 「」                       | 遊戲《偶像大師 百萬人演唱會！》相關歌曲         |
| 8月29日  | THE IDOLM@STER MILLION THE@TER GENERATION 11 UNION!!            | 765 MILLION ALLSTARS                                                                   | 「UNION!!」 「Welcome!!」  | 遊戲《偶像大師 百萬人演唱會！劇場時光》相關歌曲 |

### 组合成员
1. ↑  天海春香（中村繪里子）、春日未來（山崎遙）、如月千早（今井麻美）、木下日向（田村奈央）、四條貴音（原由實）、茱莉亞（愛美）、高山紗代子（駒形友梨）、田中琴葉（種田梨沙）、天空橋朋花（小岩井小鳥）、箱崎星梨花（麻倉桃）、松田亞利沙（村川梨衣）、三浦梓（高橋智秋）、水瀨伊織（釘宮理惠）、最上靜香（田所梓）、望月杏奈（夏川椎菜）、矢吹可奈（木戶衣吹）、艾蜜莉·司徒亞特（郁原由宇）、大神環（稻川英里）、我那霸響（沼倉愛美）、菊地真（平田宏美）、北上麗花（平山笑美）、高坂海美（上田麗奈）、佐竹美奈子（大關英里）、島原艾琳娜（角元明日香）、高槻彌生（仁後真耶子）、永吉昴（齊藤佑圭）、野野原茜（小笠原早紀）、馬場木實（高橋未奈美）、福田法子（濱崎奈奈）、舞濱步（戶田惠）、真壁瑞希（阿部里果）、百瀨莉緒（山口立花子）、橫山奈緒（渡部優衣）、秋月律子（若林直美）、伊吹翼（Machico）、北澤志保（雨宫天）、篠宮可憐（近藤唯）、周防桃子（渡部惠子）、德川茉莉（諏訪彩花）、所惠美（藤井幸代）、豐川風花（末柄里惠）、中谷育（原嶋燈）、七尾百合子（伊藤美來）、二階堂千鶴（野村香菜子）、萩原雪步（淺倉杏美）、ROCO（中村溫姬）、雙海亞美／真美（下田麻美）、星井美希（長谷川明子）、宮尾美也（桐谷蝶蝶）
2. ↑  春日未來（山崎遙）、木下日向（田村奈央）、茱莉亞（愛美）、高山紗代子（駒形友梨）、田中琴葉（種田梨沙）、天空橋朋花（小岩井小鳥）、箱崎星梨花（麻倉桃）、松田亞利沙（村川梨衣）、最上靜香（田所梓）、望月杏奈（夏川椎菜）、矢吹可奈（木戶衣吹）、艾蜜莉·司徒亞特（郁原由宇）、大神環（稻川英里）、北上麗花（平山笑美）、高坂海美（上田麗奈）、佐竹美奈子（大關英里）、島原艾琳娜（角元明日香）、永吉昴（齊藤佑圭）、野野原茜（小笠原早紀）、馬場木實（高橋未奈美）、福田法子（濱崎奈奈）、舞濱步（戶田惠）、真壁瑞希（阿部里果）、百瀨莉緒（山口立花子）、橫山奈緒（渡部優衣）、伊吹翼（Machico）、北澤志保（雨宫天）、篠宮可憐（近藤唯）、周防桃子（渡部惠子）、德川茉莉（諏訪彩花）、所惠美（藤井幸代）、豐川風花（末柄里惠）、中谷育（原嶋燈）、七尾百合子（伊藤美來）、二階堂千鶴（野村香菜子）、ROCO（中村溫姬）、宮尾美也（桐谷蝶蝶）
3. ↑  天海春香（中村繪里子）、如月千早（今井麻美）、星井美希（長谷川明子）、萩原雪步（淺倉杏美）、高槻彌生（仁後真耶子）、菊地真（平田宏美）、水瀨伊織（釘宮理惠）、四條貴音（原由實）、秋月律子（若林直美）、三浦梓（高橋智秋）、雙海亞美／真美（下田麻美）、我那霸響（沼倉愛美）、春日未來（山崎遙）、最上靜香（田所梓）、伊吹翼（Machico）、島原艾琳娜（角元明日香）、佐竹美奈子（大關英里）、所惠美（藤井幸代）、德川茉莉（諏訪彩花）、箱崎星梨花（麻倉桃）、野野原茜（小笠原早紀）、望月杏奈（夏川椎菜）、ROCO（中村溫姬）、七尾百合子（伊藤美來）、高山紗代子（駒形友梨）、松田亞利沙（村川梨衣）、高坂海美（上田麗奈）、中谷育（原嶋燈）、天空橋朋花（小岩井小鳥）、艾蜜莉·司徒亞特（郁原由宇）、北澤志保（雨宫天）、舞濱步（戶田惠）、木下日向（田村奈央）、矢吹可奈（木戶衣吹）、橫山奈緒（渡部優衣）、二階堂千鶴（野村香菜子）、馬場木實（高橋未奈美）、大神環（稻川英里）、豐川風花（末柄里惠）、宮尾美也（桐谷蝶蝶）、福田法子（濱崎奈奈）、真壁瑞希（阿部里果）、篠宮可憐（近藤唯）、百瀨莉緒（山口立花子）、永吉昴（齊藤佑圭）、北上麗花（平山笑美）、周防桃子（渡部惠子）、茱莉亞（愛美）、白石紬（南早紀）、櫻守歌織（香里有佐）
4. 1 2 3  天海春香（中村繪里子）、如月千早（今井麻美）、星井美希（長谷川明子）、萩原雪步（淺倉杏美）、高槻彌生（仁後真耶子）、菊地真（平田宏美）、水瀨伊織（釘宮理惠）、四條貴音（原由實）、秋月律子（若林直美）、三浦梓（高橋智秋）、雙海亞美／真美（下田麻美）、我那霸響（沼倉愛美）、春日未來（山崎遙）、最上靜香（田所梓）、伊吹翼（Machico）、田中琴葉（種田梨沙）、島原艾琳娜（角元明日香）、佐竹美奈子（大關英里）、所惠美（藤井幸代）、德川茉莉（諏訪彩花）、箱崎星梨花（麻倉桃）、野野原茜（小笠原早紀）、望月杏奈（夏川椎菜）、ROCO（中村溫姬）、七尾百合子（伊藤美來）、高山紗代子（駒形友梨）、松田亞利沙（村川梨衣）、高坂海美（上田麗奈）、中谷育（原嶋燈）、天空橋朋花（小岩井小鳥）、艾蜜莉·司徒亞特（郁原由宇）、北澤志保（雨宫天）、舞濱步（戶田惠）、木下日向（田村奈央）、矢吹可奈（木戶衣吹）、橫山奈緒（渡部優衣）、二階堂千鶴（野村香菜子）、馬場木實（高橋未奈美）、大神環（稻川英里）、豐川風花（末柄里惠）、宮尾美也（桐谷蝶蝶）、福田法子（濱崎奈奈）、真壁瑞希（阿部里果）、篠宮可憐（近藤唯）、百瀨莉緒（山口立花子）、永吉昴（齊藤佑圭）、北上麗花（平山笑美）、周防桃子（渡部惠子）、茱莉亞（愛美）、白石紬（南早紀）、櫻守歌織（香里有佐）
5. ↑  如月千早（今井麻美）、秋月律子（若林直美）、四條貴音（原由實）、水瀨伊織（釘宮理惠）、最上靜香（田所梓）、北澤志保（雨宫天）、茱莉亞（愛美）、白石紬（南早紀）、周防桃子（渡部惠子）、天空橋朋花（小岩井小鳥）、所惠美（藤井幸代）、永吉昴（齊藤佑圭）、二階堂千鶴（野村香菜子）、舞濱步（戶田惠）、真壁瑞希（阿部里果）、百瀨莉緒（山口立花子）、ROCO（中村溫姬）

## 外部連結
- 事務所官方簡歷（页面存档备份，存于）（日語）
- 中村溫姬的X（前Twitter）（日語）